# Crepis noronhaea
Crepis noronhaea là một loài thực vật có hoa trong họ Cúc. Loài này được Jenkins mô tả khoa học đầu tiên năm 1939.